# Radio Italia Top 2010
Radio Italia Top 2010 è una compilation prodotta con etichetta Sony Music, disponibile dal 28 settembre 2010. La compilation è composta da due CD da 12 brani ognuno. La compilation debutta alla posizione numero 3 della classifica FIMI, posizione mantenuta anche le due settimane seguenti.

## Tracce

### CD 1
1. Loredana Errore - Ragazza occhi cielo – 3:52
2. Le Vibrazioni - Invocazioni al cielo – 3:14
3. Irene Grandi - Alle porte del sogno – 3:45
4. Marco Mengoni - Stanco (Deeper Inside) – 4:04
5. Noemi - Vertigini – 3:55
6. Gianluca Grignani - Il più fragile – 4:12
7. Alessandra Amoroso - Mi sei venuto a cercare tu - 4:05
8. Sonohra - Good Look My Friend – 4:09
9. Paolo Meneguzzi - Imprevedibile – 3:33
10. Tony Maiello - Il linguaggio della resa – 4:06
11. Flaminio Maphia - Vamos alla playa (coi Flaminio Maphia) - 3:13
12. Fiorella Mannoia - Estate - 3:25

### CD 2
1. Modà - Sono già solo - 3:24
2. Paola & Chiara - Pioggia d'estate - 3:35
3. Due di Picche - Faccia come il cuore - 3:50
4. Pierdavide Carone - Di notte - 2:51
5. Gigi D'Alessio - Libero - 3:39
6. Giusy Ferreri - Ciao amore ciao - 3:35
7. Simone Cristicchi - Meno male - 2:57
8. Marco Carta - Quello che dai - 3:21
9. Zero Assoluto - Grazie - 2:52
10. Luca Dirisio - Nell'assenzio - 3:08
11. Samuele Bersani - Pesce d'aprile - 4:01
12. Baustelle - Gli spietati - 4:35

## Classifiche
| Classifica (2010) | Posizione maggiore |
| ----------------- | ------------------ |
| FIMI              | 3                  |